# 3-3 дуопризма
| 3-3 дуопризма Диаграмма Шлегеля | 3-3 дуопризма Диаграмма Шлегеля                  |
| ------------------------------- | ------------------------------------------------ |
| Type                            | Однородная дуопризма                             |
| Символ Шлефли                   | {3}×{3} = {3}2                                   |
| Диаграммы Коксетера — Дынкина   | node_1 · 3 · node · 2 · node_1 · 3 · node        |
| Ячеек                           | 6 треугольных призм                              |
| Граней                          | 9 квадратов, 6 треугольников                     |
| Рёбер                           | 18                                               |
| Вершин                          | 9                                                |
| Вершинная фигура                | Равногранный тетраэдр                            |
| Симметрия                       | [[3,2,3]] = [6,2+,6], order 72                   |
| Двойственный                    | 3-3 дуопирамида                                  |
| Свойства                        | выпуклый, вершинно однородный, гранетранзитивный |

3-3 дуопризма или треугольная дуопризма, наименьшая из p-q дуопризм, это четырёхмерный многогранник, получающийся прямым произведением двух треугольников.
Многогранник имеет 9 вершин, 18 рёбер, 15 граней (9 квадратов и 6 треугольников)  в 6 ячейках в форме треугольных призм. Он имеет диаграмму Коксетера  и симметрию [[3,2,3]] порядка 72. Его вершины и рёбра образуют {\displaystyle 3\times 3} ладейный граф.

## Гиперобъём
Гиперобъём однородной 3-3 дуопризмы с рёбрами длины a равен {\displaystyle V_{4}={3 \over 16}a^{4}}. Он вычисляется как квадрат площади правильного треугольника, {\displaystyle A={{\sqrt {3}} \over 4}a^{2}}.

## Изображения
|  |  |  |  |

|           |                       |                                                     |
| Развёртка | Вершинная перспектива | 3D перспективная проекция с 2 различными вращениями |

## Симметрия
В 5-мерных пространствах некоторые однородные многогранники имеют 3-3 дуопризму в качестве вершинных фигур, некоторые с неравными длинами рёбер, а потому с меньшей симметрией:
| Симметрия           | [[3,2,3]], order 72                                                                                | [3,2], order 12                                      | [3,2], order 12                                      | [3,2], order 12                                      |
| ------------------- | -------------------------------------------------------------------------------------------------- | ---------------------------------------------------- | ---------------------------------------------------- | ---------------------------------------------------- |
| Диаграмма Коксетера | node · 3 · node · 3 · node_1 · 3 · node · 3 · node · nodes · split2 · node_1 · 3 · node · 3 · node | node_1 · 3 · node · 3 · node · 3 · node_1 · 3 · node | node_1 · 4 · node · 3 · node · 3 · node_1 · 3 · node | node_1 · 3 · node · 3 · node · 3 · node_1 · 4 · node |
| Диаграмма Шлегеля   | |                                                      |                                                      |                                                      |
| Название            | t2α5                                                                                               | t03α5                                                | t03γ5                                                | t03β5                                                |

Биспрямлённые 16-ячеечные соты также имеют 3-3 дуопризму в качестве вершинных фигур. Имеется три построения для сот с двумя меньшими симметриями.
| Симметрия                    | [3,2,3], порядок 36                                | [3,2], порядок 12                                  | [3], порядок 6                                      |
| ---------------------------- | -------------------------------------------------- | -------------------------------------------------- | --------------------------------------------------- |
| Диаграмма Коксетера          | node · 3 · node · 3 · node_1 · 4 · node · 3 · node | node · 4 · node_1 · 3 · node · split1 · nodes_10lu | node · 3 · node · splitsplit1 · branch3_11 · node_1 |
| Косая ортогональная проекция |                                                    |                                                    |                                                     |

## Связанные комплексные многоугольники
Правильный комплексный многогранник 3{4}2,  в {\displaystyle \mathbb {C} ^{2}} имеет вещественное представление как 3-3 дуопризма в 4-мерном пространстве. 3{4}2 имеет 9 вершин и 6 3-рёбер. Его группа симметрии 3[4]2 имеет порядок 18. Многогранник имеет также построение с меньшей симметрией  или 3{}×3{} с симметрией 3[2]3 порядка 9. Эта симметрия возникает, если красные и синие 3-рёбра считать различными.
| Перспективная проекция | Ортогональная проекция с совпадающими центральными вершинами | Ортогональная проекция со смещением, чтобы избежать наложение элементов. |

## Связанные многогранники
| Пространство        | Конечное               | Конечное                              | Конечное                                         | Евклидово                                                   | Гиперболическое                                                        |
| n                   | 4                      | 5                                     | 6                                                | 7                                                           | 8                                                                      |
| ------------------- | ---------------------- | ------------------------------------- | ------------------------------------------------ | ----------------------------------------------------------- | ---------------------------------------------------------------------- |
| Группа Коксетера    | 2A2                    | A5                                    | E6                                               | {\displaystyle {\tilde {E}}_{6}}=E6+                        | {\displaystyle {\bar {T}}_{7}}=E6++                                    |
| Диаграмма Коксетера | nodes · 3ab · nodes_11 | nodes · 3ab · nodes · split2 · node_1 | nodes · 3ab · nodes · split2 · node · 3 · node_1 | nodes · 3ab · nodes · split2 · node · 3 · node · 3 · node_1 | nodes · 3ab · nodes · split2 · node · 3 · node · 3 · node · 3 · node_1 |
| Симметрия           | [[32,2,-1]]            | [[32,2,0]]                            | [[32,2,1]]                                       | [[32,2,2]]                                                  | [[32,2,3]]                                                             |
| Порядок             | 72                     | 1440                                  | 103,680                                          | ∞                                                           | ∞                                                                      |
| Граф                |                        |                                       |                                                  | ∞                                                           | ∞                                                                      |
| Название            | -122                   | 022                                   | 122                                              | 222                                                         | 322                                                                    |

### 3-3 дуопирамида
| 3-3 дуопирамида     | 3-3 дуопирамида                                  |
| ------------------- | ------------------------------------------------ |
| Type                | Однородная двойственная дуопирамида              |
| Символ Шлефли       | {3}+{3} = 2{3}                                   |
| Диаграмма Коксетера | node_f1 · 3 · node · 2x · node_f1 · 3 · node     |
| Ячейки              | 9 равногранных тетраэдров                        |
| Грпани              | 18 равнобедренных треугольников                  |
| Рёбер               | 15 (9+6)                                         |
| Вершин              | 6 (3+3)                                          |
| Симметрия           | [[3,2,3]] = [6,2+,6], order 72                   |
| Двойственный        | 3-3 дуопризма                                    |
| Свойствия           | выпуклый, вершинно однородный, гранетранзитивный |

Двойственный многогранник для 3-3 дуопризмы называется 3-3 дуопирамидой или треугольной дуопирамидой. Он имеет 9 ячеек в виде равногранных тетраэдров, 18 треугольных граней, 15 рёбер и 6 вершин.
Многогранник можно рассматривать в ортогональной проекции как 6-угольник, в котором рёбра соединяют все пары вершин, точно как в 5-симплексе.

ортогональная проекция

#### Связанный комплексный многоугольник
Комплексный многоугольник 2{4}3 имеет 6 вершин в {\displaystyle \mathbb {C} ^{2}} с вещественным представлением в {\displaystyle \mathbb {R} ^{4}} с тем же расположением вершин как у 3-3 дуопирамиды. Многогранник имеет 9 2-рёбер, соответствующих рёбрам 3-3 дуопирамиды, но 6 рёбер, соединяющих два треугольника, не включены. Его можно рассматривать в шестиугольной проекции с 3 наборами раскрашенных рёбер. Это расположение вершин и рёбер даёт полный двудольный граф, в котором каждая вершина одного треугольника связана с каждой вершиной другого. Граф называется также графом Томсена или 4-клеткой.
| 2{4}3 с 6 вершинами (синими и красными) связанные 9 2-рёбрами в виде полного двудольного графа. | Граф имеет 3 набора из 3 рёбер, показанных цветом. |